# Karl Hugoson
Karl Albin Hugoson, född 9 oktober 1915 i Barnarps församling, Jönköpings län, död 13 juni 1980 i Hässelby församling, Stockholm, var en svensk målare och skulptör.
Han studerade konst vid Dagny Alms målarskola i Stockholm 1940–1942 och för Waldemar Lorentzon i Halmstad 1943 samt vid École des Beaux-Arts i Rouen 1946–1947 dessutom företog han flera studieresor till Latinamerika, Nordafrika och London. Samtidig med sin studier arbetade han som assistent till Ture Jörgenson 1943–1945. Separat ställde han ut på SDS-hallen i Malmö och han medverkade i ett flertal samlingsutställningar arrangerade av olika konstföreningar. Hans konst består av landskapsskildringar utförda i pastell eller linoleumsnitt samt mindre skulpturer i lera eller plastellina.